# Asnières-sur-Oise
 Asnières-sur-Oise  es una población y comuna francesa, en la región de Isla de Francia, departamento de Valle del Oise, en el distrito de Sarcelles y cantón de Viarmes.

## Demografía
| 932 | 1 029 | 1 149 | 1 106 | 1 051 | 1 151 | 1 086 | 909 | 978 | 875 | 952 | 1 019 | 1 100 | 1 055 | 1 089 | 1 170 | 1 261 | 1 294 | 1 224 | 1 172 | 1 064 | 1 140 | 1 149 | 1 116 | 1 007 | 1 255 | 1 399 | 1 462 | 1 450 | 2 186 | 2 321 | 2 479 |
| Para los censos de 1962 a 1999 la población legal corresponde a la población sin duplicidades (Fuente: INSEE [Consultar]) |       |       |       |       |       |       |     |     |     |     |       |       |       |       |       |       |       |       |       |       |       |       |       |       |       |       |       |       |       |       |       |

## Lugares y monumentos
- Abadía de Royaumont, fundada por Luis IX de Francia en 1228.
- Iglesia de Saint-Rémi, (siglos XII y XIII).
- Château de Baillon.
- Château de La Reine Blanche.
- Lavadero.